# Cyrtandra umbraticola
Cyrtandra umbraticola är en tvåhjärtbladig växtart som beskrevs av Rudolf Schlechter. Cyrtandra umbraticola ingår i släktet Cyrtandra och familjen Gesneriaceae. Inga underarter finns listade i Catalogue of Life.